# Ustawa o ważności zapisów (1588)
Ustawa o ważności zapisów – konstytucja sejmowa z 1588 r. normująca zasady postępowania prawnego związanego z zastawem nieruchomości bez dzierżenia. Jej celem było zabezpieczenie kredytu, którego udzielała zamożna szlachta i magnaci w obrębie swojego stanu. Ustawa ta była przodującym prawem hipotecznym w ówczesnej Europie, zawierała główne zasady, które później pojawiły się w urządzeniach hipotecznych XVIII w. Jej wadą był fakt, że nie wprowadzała specjalnych ksiąg hipotecznych z osobnym rejestrem dla każdej nieruchomości i z uwidocznieniem w nim wszystkich ciążących na niej praw rzeczowych. W XVII w. ustawa o ważności zapisów weszła również do prawa miejskiego.
W jej myśl księgi inskrypcji prowadzono zgodnie z następującymi zasadami:
- jawności materialnej – dla ważności czynności prawnych dotyczących nieruchomości konieczny był wpis do ksiąg sądowych
- jawności formalnej (zasadą dostępności) – każdy mógł się zapoznać ze stanem prawnym danej nieruchomości poprzez wgląd do ksiąg sądowych. Wglądu mógł dokonać każdy po uiszczeniu odpowiedniej opłaty
- pierwszeństwa wpisu – wierzyciel, który pierwszy dokonał wpisu we właściwych księgach sądowych miał pierwszeństwo (zasada prior tempre, potior iure – lepszy czasem, lepszy prawem); jeśli wpisu dokonano w niewłaściwych aktach (innej ziemi niż położenie obciążonej nieruchomości), pierwszeństwo liczyło się od wpisu do ksiąg właściwych
- szczegółowości – wpis musiał dokładnie określać sumę wierzytelności i obciążony nią majątek; kancelarie sądowe zobowiązane były do kontrolowania zgodności wpisów ze stanem faktycznym
- dobrej wiary – zasada mówiąca o tym, że faktyczny stan obciążenia jest zgodny ze stanem zapisanym w księgach sądowych, zasada ta była przyjęta w trosce o dobro osób odwołujących się do ksiąg. Kontroli stanu podanego w księgach ze stanem faktycznym podejmowały się kancelarie sądowe